# Sub-bosques e matagais de Mallee
Os sub-bosques e matagais de Mallee (MGV 14) compõem o maior grupo de vegetação que ocorre nas áreas semiáridas do sul da Austrália. A vegetação é dominada por eucaliptos de mallee, que raramente são mais de 6 m de altura, outros gêneros de plantas dominantes são melaleuca, acacia e hakea.
A composição deste tipo de bosque depende de fatores como a precipitação, a composição do solo, bem como a frequência e intensidade de incêndios. Em áreas subúmidas, crescem uma variedade de gramíneas e arbustos, enquanto que em semiáridas gramíneas hummock (espécies do gênero triodia) predominam. 
Em 2001, a área coberta por este grupo vegetação foi estimada em 65% da cobertura original existente até 1788.  Atualmente, a área mais extensa deste grupo de plantas na Austrália é encontrada no Grande Deserto de Vitória. Antes de 1788, a maior área ocorreu na Bacia Murray-Darling.